# 中軍
中军，中国古代官职、军队建制之名。
古代主力军、大本营为中军。周朝时，各国诸侯多置三军，天子出征时亦常统率三军。春秋时，大国车兵编制多有中、左、右或中、上、下三军，而以中军为主，主帅居中军以发号施令。中军统帅一般是全军最高指挥官。如晋国设中军、上军、下军，以中军之将为三军统帅。楚国设中军、左军、右军，中军为精锐力量，主要以王族子弟为兵员。
同时，晋僖侯名司徒，避讳改“司徒”之称为“中军”。晋国的执政叫中军将。
魏晋与南朝时期中央的宿卫军也叫中军。东汉建安十三年（208年）曹操为丞相，三国曹魏初尚沿汉制称宿卫军为南北军，晋代中央禁卫军称中军。中军将军的简称中军。还有“中军元帅”、“中军都督”、“中军都将”之称。
西晋时诸王国之军分为上、中、下三军。中军二千人，上、下军各一千五百人。南朝宋、南朝齐，北魏、北齐沿置。
明朝京营三大营中五军营、神机营内设中军，与左、右掖，左、右哨，称为五军。正德时，明武宗以阅兵为戏，自领善射箭的宦官为一营，也称中军。
嘉靖二十九年（1550年），京营三大营之五军营、神枢营、神机营各设中军官十一人，位千总上，都由本营内推选。
清朝时，中军官为绿营军中各标、协、营中的首领官，负责协助领兵长官管理所辖各营军务。职掌传宣号令，承办公务。总督所辖的中军官称为督标中军，负责掌管关防，综理军务；河道总督所辖的中军官称为河标中军，负责督理河员，稽核工汛；漕运总督所辖的中军官称为漕标中军，负责催护漕船、督率官弁。都由副将充任。抚标、提标中军由参将充任，镇标中军由游击充任。其他由副将、参将、游击统帅的协、营的中军官以都司、守备充任。
宋明行院市语称酱为中军。戏曲中，杂行配角、“零碎”脚色之一种。指戏中侯爷和品位较高的人物的副官。